# Roald Hoffmann
Roald Hoffmann (sinh ngày 18 tháng 7 năm 1937) là nhà hóa học lý thuyết người Mỹ đã đoạt Giải Nobel Hóa học năm 1981. Hiện nay ông giảng dạy ở Đại học Cornell tại Ithaca, New York.

## Trốn thoát khỏi Holocaust
Hoffmann sinh ra ở Złoczów, Ba Lan (nay là Ukraine) và là một thành viên trong một gia đình Do Thái. Ông được đặt tên bởi sự tôn vinh của cha ông về một nhà thám hiểm người Na Uy có tên là Roald Amundsen. Cha mẹ của ông là Clara (Rosen) là một giáo viên, và Hillel Safran là một kỹ sư xây dựng. Sau khi Đức xâm chiếm Ba Lan và chiếm đóng thị trấn, gia đình ông ta bị đưa vào trại lao động. Nơi đây, cha ông biết rất nhiều thứ như cơ sở hạ tầng, địa điểm và hiển nhiên ông trở thành một tù nhân có giá trị. Khi tình hình ngày càng trở nên căng thẳng hơn, các tù nhân bị chuyển sang các trại tập kết, gia đình Hoffmann đã hối lộ các lính gác để được cho phép chạy trốn và sau đó họ sắp xếp với một người hàng xóm Ukraine, có tên là Mykola Dyuk để cho Hoffmann, mẹ của ông, hai chú và một người dì được trú ở một phòng gác mái nhà và nhà kho của một trường học ở địa phương. Họ đã ở lại nơi đây trong vòng mười tám tháng, kể từ tháng 1 năm 1943 đến tháng 6 năm 1944. Lúc đó, Hoffmann đang ở độ tuổi từ 5-7. Trong khi đó, cha của Hoffmann vẫn ở trại lao động. Thỉnh thoảng có cơ hội, ông có thể đến thăm cha mình. Sau đó không lâu cha của Hoffmann bị tra tấn và giết chết bởi một binh lính người Đức vì ông bị cho rằng có dính líu vào một âm mưu với các bè cánh tù nhân trong trại. Khi mẹ Hoffmann nhận được tin đó, bà đã cố gắng để chứa đựng nỗi buồn của mình bằng cách viết ra cảm xúc của mình trong một quyển sổ tay mà chồng cô đã sử dụng để ghi chép về một cuốn sách giáo khoa về tương đối mà ông đã đọc. Bà sau đó đã giấu Hoffmann và giúp ông giải trí bằng cách dạy ông đọc và yêu cầu ông ghi nhớ kiến thức từ những sách địa lý được lưu trữ trong gác mái, tiếp theo bà sẽ đó Hoffmann vè những thứ ông đã được học.
Phần lớn những người còn lại trong gia đình đã chết trong Holocaust, chỉ còn lại bà ngoại của ông và một vài người khác sống sót. Họ sau đó di cư đến Hoa Kỳ trên tàu sân bay Ernie Pyle năm 1949.
Hoffmann kết hôn với Eva Börjesson vào năm 1960. Họ có hai con là Hillel Jan và Ingrid Helena. Hoffmann đã đến thăm Zolochiv cùng với người con trưởng thành của mình vào năm 2006 và phát hiện ra rằng căn gác tại chỗ mà ông đã ẩn trú năm xưa vẫn còn nguyên vẹn, nhưng nhà kho đã được tu sủa và trở thành một lớp học hóa học. Trong năm 2009, một tượng đài cho nạn nhân Holocaust được xây dựng tại Zolochiv theo sáng kiến của Hoffmann.

## Các chứng chỉ giáo dục và học thuật
Hoffmann tốt nghiệp Trường Trung học Stuyvesant High School ở New York vào năm 1995, tại đây ông đã giành được học bổng khoa học Westinghouse. Ông sau đó nhận bằng cử nhân về nghệ thuật tại Đại học Columbia (Columbia College) năm 1958. Ông đã tốt nghiệp thạc sĩ về nghệ thuật năm 1960 tại Đại học Harvard. Ông đã lấy bằng tiến sĩ về triết học từ Đại học Harvard trong khi làm việc dưới sự giám sát chung của Martin Gouterman và đạt giải Nobel về Hóa học năm 1976, William N. Lipscomb, Jr. Hoffman đã làm việc về lý thuyết quỹ đạo phân tử của các phân tử đa diện. Dưới sự chỉ đạo của Lipscomb, phương pháp Extended Hückel được phát triển bởi Lawrence Lohr và Roald Hoffmann. Phương pháp này sau đó được mở rộng bởi Hoffmann. Ông đến Cornell vào năm 1965 và sinh sống ở đó, trở thành một giáo sư nổi tiếng.

## Nghiên cứu khoa học
Nghiên cứu và sự tìm tòi của Hoffmann về cấu trúc điện tử của các phân tử ổn định và không ổn định và trong nghiên cứu các trạng thái chuyển tiếp trong phản ứng. Ông đã khảo sát cấu trúc và phản ứng của cả phân tử hữu cơ và vô cơ, và kiểm tra các vấn đề trong hóa học kim loại-kim loại và rắn. Hoffman đã phát triển các công cụ và phương pháp tính toán của mình như phương pháp Hückel mở rộng để xác định các phân tử quỹ đạo, mà ông đề xuất vào năm 1963. Cùng với Robert Burns Woodward, ông đã phát triển các quy tắc để làm sáng tỏ cơ chế phản ứng (các nguyên tắc của Woodward-Hoffmann). Họ nhận ra rằng các phép biến đổi hóa học có thể được dự đoán từ các đối xứng và bất đối xứng trong các electron quỹ định của các phân tử phức tạp. Các quy tắc của họ dự đoán các kết quả khác nhau, chẳng hạn như các loại sản phẩm sẽ được hình thành khi hai hợp chất được kích hoạt bằng nhiệt so với các chất được tạo ra dưới sự kích hoạt của ánh sáng. Đối với công việc nghiên cứu này, Hoffmann nhận được giải Nobel về hóa học năm 1981, chia sẻ nó với nhà hóa học người Nhật có tên là Kenichi Fukui, người đã tự mình giải quyết các vấn đề tương tự. (Woodward không có trong giải thưởng, chỉ được trao cho những người đang sống). Trong bài phát biểu ở Nobel của mình, Hoffmann đưa ra sự tương đồng isolobal để tiên đoán tính chất liên kết của hợp chất hữu cơ. Một số công việc nghiên cứu gần đây của Hoffman, với Neil Ashcroft và Vanessa Labet, là xem xét sự liên kết trong vật chất dưới áp suất cực cao."Điều gì mang lại cho tôi niềm vui lớn nhất trong công việc này? Khi chúng ta phân tách những gì diễn ra trong hydro dưới áp lực như những gì chúng ta tìm thấy ở trung tâm trái đất, hai lời giải thích một cách khôn khéo sẽ cạnh tranh với nhau... [vật lý và hóa học ]... Hydro dưới áp lực mạnh đang làm những gì mà một phân tử vô cơ ở 1 bầu khí quyển làm được! "

## Nghệ thuật
Hoffmann cũng sáng tác thơ, được xuất bản thành 2 tập: "The Metamict State" (1987, ISBN 0-8130-0869-7) và "Gaps and Verges" (1990, ISBN 0-8130-0943-X), cùng viết các sách giải thích hóa học cho đại chúng. Cùng với Carl Djerassi, ông cũng viết một vở kịch mang tên "Oxygen" nói về việc khám phá ra oxy, và cũng nói đến điều mà ông cho là một nhà khoa học cùng sự quan trọng của quá trình khám phá trong khoa học.
Hoffmann cũng đóng vai chính với Don Showalter trong loạt phim video World of Chemistry (Thế giới hóa học).
Từ mùa xuân năm 2001, Hoffmann làm người điều khiển của series hàng tháng tại Cornelia Street Cafe của thành phố New York tên là "Entertaining Science," chuyên khám phá điểm gặp nhau giữa nghệ thuật và khoa học.
Hoffmann và Brian Alan đã sản xuất bìa tiếng Anh bài hát "Dedication of Love" của Wei Wei. Tiền thu nhập từ dự án này được dành cho các nạn nhân của Động đất Tứ Xuyên. Chín nghệ sĩ tham gia vào dự án này là BoA, Wei Wei, Phoebe, Rusiana Gaitana, Sonu, Ruth Sahanaya và 3 người khác từ Paris, Brasil và Oman.

## Giải thưởng và Vinh dự
- Hoffmann được trao Giải Nobel Hóa học năm 1981, chung với Kenichi Fukui.[2]
- Huy chương Priestley
- Giải Arthur C. Cope Award về Hóa hữu cơ
- Giải Hóa hữu cơ (Hội Hóa học Hoa Kỳ), 1969
- Giải Hóa vô cơ (Hội Hóa học Hoa Kỳ), 1982
- Giải Pimentel về giáo dục Hóa học (1996)
- Giải Hóa học thuần túy (Award in Pure Chemistry)
- Giải Monsanto
- "Literaturpreis of the Verband der Chemischen Industrie" cho quyển sách giáo khoa "The Same and Not The Same" của ông (1997)
- Giải thưởng Nhà nước về Khoa học, Hoa Kỳ
- Viện sĩ Viện Hàn lâm Khoa học quốc gia Hoa Kỳ
- Hội viên Viện Hàn lâm Khoa học và Nghệ thuật Hoa Kỳ
- Hội viên Hội Triết học Hoa Kỳ
- Huy chương Kolos
- Hội viên nước ngoài của Hội hoàng gia Luân Đôn
- Viện sĩ Viện Hàn lâm Khoa học hoàng gia Thụy Điển
- Harvard Centennial Medalist (Người nhận huy chương kỷ niệm 100 năm Harvard)
- Giải James T. Grady-James H. Stack cho giải thích Hóa học
- Hội viên International Academy of Quantum Molecular Science
- Thành viên Ban bảo trợ Tập kỷ yếu các nhà khoa học nguyên tử Lưu trữ ngày 5 tháng 8 năm 2009 tại Wayback Machine.
- Tháng 8 năm 2007, Hội Hóa học Hoa Kỳ đã tổ chức một hội nghị chuyên đề ở cuộc họp một năm hai lần của hội, để mừng sinh nhật thứ 70 của Hoffmann.
- Cố vấn của Eli Lilly and Company, một công ty dược phẩm toàn cầu.